# Porphyrinia rufata
Porphyrinia rufata är en fjärilsart som beskrevs av W. Warren 1912. Porphyrinia rufata ingår i släktet Porphyrinia och familjen nattflyn. Inga underarter finns listade i Catalogue of Life.